# Хуго Карл Едуард фон Залм-Райфершайт
Хуго Карл Едуард фон Залм-Райфершайт-Райц (на немски: Hugo Karl Eduard Fürst und Altgraf zu Salm-Reifferscheidt-Raitz; * 15 септември 1803, Брюн; † 18 април 1888, Виена) е 2. княз и алтграф на Залм-Райфершайт-Райц, индустриалец и политик в Моравия.

## Живот
Той е големият син на наследстения граф и алтграф Хуго Франц фон Залм-Райфершайт (1776 – 1836) и съпругата му графиня Мария Йозефа МкКафри от Кеанморе (1775 – 1836), дъщеря на граф Роберт МкКафри и графиня Мария Анна фон Блюмеген. Внук е на 1. княз (от 1790) и алтграф Карл фон Залм-Райфершайт-Райц (1750 – 1838) и принцеса Паулина Мария Франциска де Паула фон Ауершперг (1752 – 1791). Брат е на бездетния алтграф Роберт фон Залм-Райфершайт-Райц (1804 – 1875).
Хуго Карл Едуард поема през 1836 г. управлението на фамилната собственост. През 1838 г. той наследява от дядо си титлата княз.
През 1848/49 г. той е президент на новооснованото народно събрание на Моравия. През 1852 г. получава титлата таен съветник и австрийския Орден на Златното руно. През 1861 г. той е наследствен член на австрийския „Херенхауз“.

## Фамилия
Хуго Карл Едуард се жени на 6 септември 1830 г. в Герлахсхайм за алтграфиня Леополдина Йозефина Кристиана Поликсена фон Залм-Райфершайт-Краутхайм и Герлахсхайм (* 24 юни 1805, Герлахсхайм; † 4 юли 1878, Брюл до Виена), дъщеря на 1. княз Франц Вилхелм фон Залм-Райфершайт-Краутхайм (1772 – 1831) и принцеса Франциска фон Хоенлое-Бартенщайн (1770 – 1812). Те имат децата:
- Мария Розина Леополдина Августа Франциска Вилхелмина Алойза фон Залм-Райфершайт-Райц (* 25 декември 1831; † 24 юли 1845)
- Хуго Карл Франц фон Залм-Райфершайт-Райц (* 9 ноември 1832, Прага, Бохемия; † 12 май 1890, Виена), 3. княз и алтграф на Залм-Райфершайт-Райц, женен на 12 юни 1858 г. във Виена за принцеса Елизабет фон и цу Лихтенщайн (* 13 ноември 1832, Виена; † 14 март 1894, Виена); имат пет деца
- Августа Алойзия Мария Елеонора Розина Леополдина Бертхилда фон Залм-Райфершайт-Райц (* 5 ноември 1833; † 11 юни 1891), алтграфиня, омъжена на 5 август 1851 г. за граф Хайнрих Ярослав фон Клам-Мартиник, фрайхер фон Хьоенберг (* 15 юни 1826, Ст. Георге, Унгария; † 5 юни 1887, Прага)
- Зигфрид фон Залм-Райфершайт-Райц (* 10 юни 1835; † 14 август 1898), алтграф, женен на 10 май 1864 г. във Виена за графиня Мария Рудолфина Чернин фон Худениц (* 6 март 1845, Виена; † 17 април 1922, Залцбург); имат шест деца
- Ерих Адолф Карл Георг Леодгар фон Залм-Райфершайт-Райц (* 2 октомври 1836, Райц, Чехия; † 9 август 1884, Райц), алтграф, женен на 6 ноември 1865 г. в Ирун, Испания, за Доня Мария дел Пилар Алварез де Толедо (* 24 януари 1843, Неапол; † 5 април 1893, Виена); имат три деца